# Guaraci
Guaraci, Quaraci, Coaraci ou Coraci (do tupi kûarasy, "sol") na mitologia tupi-guarani é a representação do Sol, às vezes compreendido como aquele que dá a vida e criador de todos os seres vivos, tal qual o Sol é importante nos processos biológicos. É identificado com o deus greco-romano Apolo, o hindu Suria ou Aditia e com o egípcio Rá.
De acordo com o Dicionário do Folclore Brasileiro de Câmara Cascudo, Guaraci significa o Sol no idioma tupi. Segundo esta mesma referência, a teogonia indígena teria sido arquitetada por Couto de Magalhães, não havendo, contudo, mais significativos vestígios de culto astrolátrico entre os indígenas brasileiros.
A etimologia da palavra vem da junção dos termos kó, 'ara e sy, que, juntos, significam "origem deste dia".